# Балша (комуна)
Балша (рум. Balșa) — комуна у повіті Хунедоара в Румунії. До складу комуни входять такі села (дані про населення за 2002 рік):
- Алмашу-Мік-де-Мунте (92 особи)
- Ардеу (73 особи)
- Балша (325 осіб) — адміністративний центр комуни
- Бунешть
- Велішоара (79 осіб)
- Воя (140 осіб)
- Галбіна (34 особи)
- Мада (90 осіб)
- Опрішешть (46 осіб)
- Пояна (127 осіб)
- Поєніца (69 осіб)
- Рошія (7 осіб)
- Стеуйнь (71 особа)
- Текереу (64 особи)

Комуна розташована на відстані 293 км на північний захід від Бухареста, 22 км на північний схід від Деви, 91 км на південний захід від Клуж-Напоки, 147 км на схід від Тімішоари.

## Населення
За даними перепису населення 2002 року у комуні проживали 1217 осіб.
Національний склад населення комуни:
| Національність | Кількість осіб | Відсоток |
| -------------- | -------------- | -------- |
| румуни         | 1199           | 98,5%    |
| цигани         | 11             | 0,9%     |
| українці       | 5              | 0,4%     |
| угорці         | 2              | 0,2%     |

Рідною мовою назвали:
| Мова       | Кількість осіб | Відсоток |
| ---------- | -------------- | -------- |
| румунська  | 1213           | 99,7%    |
| угорська   | 2              | 0,2%     |
| українська | 2              | 0,2%     |

Склад населення комуни за віросповіданням:
| Релігія       | Кількість осіб | Відсоток |
| ------------- | -------------- | -------- |
| православні   | 1132           | 93,0%    |
| баптисти      | 45             | 3,7%     |
| п'ятдесятники | 38             | 3,1%     |
| унітарії      | 2              | 0,2%     |